# BLK
BLK, abreviatura do inglês B lymphoid tyrosine kinase, é um gene humano.
O gene BLK, localizado no cromossoma 8 é um dos que desempenham um papel nas vias moleculares que dão origem ao lupus eritematoso sistémico.